# Barrow Association Football Club
Il Barrow Association Football Club o, più semplicemente, Barrow è una società polisportiva inglese con sede nella città di Barrow-in-Furness. Milita in Football League Two, quarta serie del campionato inglese di calcio.

## Storia
Fondata nel 16 luglio del 1901, la società visse i suoi primi anni giocando nella seconda divisione della lega del Lancashire. Il loro primo campo da gioco fu il The Strawberry, sostituito poi dall'Ainslie Street. Il primo successo fu la promozione nella First Division sempre della Lancashire Combination nel 1908. L'anno successivo il club si insediò in quello che ancora oggi è il suo stadio, Holker Street, che fu inaugurato con una bella vittoria per 5-2 contro l'Eccles Borough. Vincendo la First division della Lancashire Combination nella stagione 1920-1921 il Barrow fu inserito nella neonata Third Division North, all'epoca terzo livello, insieme alla Third Division South, della Football League. Durante questa lunga militanza nella Third Division il miglior piazzamento fu un ottavo posto nella stagione 1933-1934. Negli anni successivi ricordiamo il pareggio ottenuto a Holker Street per 2-2 contro lo Swansea nella FA Cup 1953-1954 davanti a una cifra record di 16.874 spettatori e la sconfitta per 2-4, nella stagione 1958-1959, sempre in FA Cup, contro gli allora campioni in carica della First Division del Wolverampton Wanderers. Nel 1958 i Bluebirds furono tra i membri fondatori della nuova Fourth Division, ottenendo subito un penultimo posto; nelle stagioni successive comunque l'andamento della squadra andò migliorando e il Barrow tornò in Third Division grazie al terzo posto nella Fourth Division 1966-1967. Nonostante un bell'ottavo posto da neopromossa nella stagione successiva, eguagliando il miglior piazzamento della storia del club; i buoni risultati di questa stagione non furono replicati nelle successive due, e dopo solo tre anni di militanza in terza serie il Barrow tornò nella Fourth Division. Nel giro di due stagioni però la squadra si ritrovò in fondo alla classifica, e questi scarsi risultati, insieme a grosse difficoltà finanziarie, mandarono il Barrow ai voti contro l'Hereford United allora militante nella Southern Premier League per decidere se il Barrow dovesse venire escluso dalla Football League e l'Hereford ammesso al suo posto. Nel giugno del 1972 il primo voto finì 26 pari. In quei giorni però l'Hereford ottenne una grandissima vittoria in FA Cup contro il ben più quotato Newcastle e questo fece oscillare l'ago della bilancia a favore proprio dell'Hereford, infatti il secondo voto finì 29 a 20 e il Barrow dopo 51 anni si ritrovò fuori dalla Football League. Il club quindi si iscrisse nella Northern Premier League. I successivi decenni furono avari di successi per la squadra con sede a Barrow-in-Furness, e solo nella stagione 2019-2020, grazie al primo posto ottenuto per media punti in National League, sistema a cui si ricorse visto lo stop che subì il campionato a causa della pandemia di Covid-19, il Barrow tornò nella Fourth Division, che intanto era diventata League Two, per la prima volta dal 1972.

## Allenatori
Si riporta qui di seguito la lista completa degli allenatori del Barrow Association Football Club.
- 1901-1904:  Jacob Fletcher
- 1904-??:  Freeland
- ??-??:  Smith
- ??-1907:  Alec Craig
- 1907-??:  Roger Charnley
- ??-1909:  Jacob Fletcher
- 1909-1913:  Jas Phillips
- 1913-1920:  John Parker
- 1920-1922:  William Dickinson
- 1922-1923:  Jimmy Atkinson
- 1923-1926:  Moralee
- 1926:  Robert Greenhalgh
- 1926-1927:  William Dickinson
- 1927-1928:  John Maconnachie
- 1929-1930:  Andrew Walker
- 1930:  Thomas Miller
- 1930-1932:  John Commins
- 1932-1937:  Thomas Lowe
- 1937:  James Bissett
- 1938-1940:  Fred Pentland
- 1945-1947:  John Commins
- 1947-1949:  Andy Beattie
- 1949-1955:  Jack Hacking
- 1955-1957:  Joe Harvey
- 1957-1958:  Norman Dodgin
- 1958-1959:  Willie Brown
- 1959:  Bill Rogers
- 1959-1964:  Ron Staniforth
- 1964-1967:  Don McEvoy
- 1967-1969:  Colin Appleton
- 1969:  Fred Else
- 1969-1970:  Norman Bodell
- 1970-1971:  Don McEvoy
- 1971:  Bill Rogers

- 1971-1972:  Jack Crompton
- 1972-1974:  Peter Kane
- 1974-1975:  Brian Arrowsmith
- 1975-1977:  Ron Yeats
- 1977:  Billy McAdams
- 1977:  David Hughes
- 1977-1979:  Brian McManus
- 1979-1983:  Micky Taylor
- 1983-1984:  Vic Halom
- 1984:  Peter McDonnell
- 1984:  Joe Wojciechowicz
- 1984-1985:  Brian Kidd
- 1985:  John Cooke
- 1985:  Bob Murphy
- 1985:  Maurice Whittle
- 1985:  David Johnson
- 1986:  Glenn Skivington
- 1986-1991:  Ray Wilkie
- 1991:  Neil McDonald
- 1991-1992:  John King
- 1992:  Graham Heathcote
- 1992-1993:  Richard Dinnis
- 1993-1994:  Mick Cloudsdale
- 1994-1996:  Tony Hesketh
- 1996:  Franny Ventre
- 1996:  Mike Walsh
- 1996-1999:  Owen Brown
- 1999:  Shane Westley
- 1999:  Greg Challender
- 1999-2003:  Kenny Lowe
- 2003-2005:  Lee Turnbull
- 2005:  Darren Edmondson
- 2005-2007:  Phil Wilson
- 2007-2012:  Darren Sheridan e David Bayliss

- 2012-2013:  David Bayliss
- 2013:  Alex Meechan
- 2013-2015:  Darren Edmondson
- 2015-2017:  Paul Cox
- 2017:  Micky Moore e Neill Hornby
- 2017-2018:  Ady Pennock
- 2018-2020:  Ian Evatt
- 2020:  David Dunn e Rob Kelly
- 2020-2021:  Michael Jolley
- 2021:  Rob Kelly
- 2021-2022:  Mark Cooper
- 2022-:  Pete Wild

## Palmarès

### Competizioni nazionali
- FA Trophy: 2

1989-1990, 2009-2010
- National League: 1

2019-2020
- National League North: 1

2014-2015
- Northern Premier League: 3

1983–1984, 1988–1989, 1997–1998

### Competizioni regionali
- Lancashire Combination Division One: 1

1920-1921
- Lancashire Senior Cup: 2

1954-1955, 2023-2024

### Altri piazzamenti
- Campionato inglese di quarta divisione:

Terzo posto: 1966-1967
- National League North:

Vincitore play-off: 2007-2008
- Northern Premier League:

Secondo posto: 2002-2003
Terzo posto: 2003-2004
Promozione: 1978-1979
- FA Trophy:

Semifinalista: 1987-1988
- Conference League Cup:

Finalista: 1990-1991
Semifinalista: 2008-2009

## Organico

### Rosa 2023-2024
| N. |                             | Ruolo | Calciatore     |
| -- | --------------------------- | ----- | -------------- |
| 1  | Inghilterra (bandiera)      | P     | Paul Farman    |
| 3  | Inghilterra (bandiera)      | D     | Patrick Brough |
| 4  | Inghilterra (bandiera)      | C     | Jason Taylor   |
| 5  | Irlanda del Nord (bandiera) | D     | Sam McClelland |
| 6  | Irlanda (bandiera)          | D     | Niall Canavan  |
| 7  | Inghilterra (bandiera)      | C     | Elliot Newby   |
| 9  | Inghilterra (bandiera)      | A     | Billy Waters   |
| 10 | Inghilterra (bandiera)      | C     | Josh Gordon    |
| 11 | Inghilterra (bandiera)      | C     | Josh Kay       |
| 12 | Inghilterra (bandiera)      | P     | Josh Lillis    |
| 13 | Inghilterra (bandiera)      | C     | Tom White      |
| 14 | Inghilterra (bandiera)      | C     | Harrison Neal  |
| 15 | Inghilterra (bandiera)      | C     | Robbie Gotts   |

| N. |                        | Ruolo | Calciatore     |
| -- | ---------------------- | ----- | -------------- |
| 16 | Irlanda (bandiera)     | C     | Sam Foley      |
| 17 | Galles (bandiera)      | D     | James Chester  |
| 20 | Inghilterra (bandiera) | D     | Myles Kenlock  |
| 21 | Inghilterra (bandiera) | D     | Tyrell Warren  |
| 22 | Inghilterra (bandiera) | D     | Scott Moloney  |
| 24 | Irlanda (bandiera)     | D     | Rory Feely     |
| 25 | Galles (bandiera)      | D     | George Ray     |
| 26 | Inghilterra (bandiera) | A     | Richie Bennett |
| 28 | Inghilterra (bandiera) | A     | Jake Young     |
| 34 | Inghilterra (bandiera) | C     | Ben Whitfield  |
| 35 | Inghilterra (bandiera) | C     | Jordan Stevens |
|    | Inghilterra (bandiera) | A     | Gerard Garner  |